# 중외대부
중외대부(中畏大夫)는 고구려의 관직이다.
구체적인 역할을 알지 못 하지만 왕의 측근에서 복무하던 직책으로 추정된다.